# Hameln
Hameln er en by og kommune i det centrale Tyskland, beliggende ved floden Weser under Landkreis Hameln-Pyrmont. Denne landkreis ligger i delstaten Niedersachsen. I offentligheden er byen særligt kendt for det gamle folkeeventyr Rottefængeren fra Hameln, som den lokale tradition daterer til år 1284. Eventyret spilles hver sommer på (de for eventyret) autentiske steder i byen. Hameln har 58.761 indbyggere (2004).

## Historie
I år 802 eller 812 opførte den saksiske grev Bernhard og hans frue Christina en kirke ved deres gods i Hameln. De døde begge barnløse i 826, og besiddelsen gik over til rigsabbediet Fulda. Abbediet grundlagde efterfølgende et benediktinerkloster ved en gunstigt beliggende overgang over Weser, og stedet benævntes første gang som Hamela eller Hameloa.
Efterhånden udviklede der sig en købstad omkring klosteret, og Hameln fungerede med sikkerhed som by i år 1200. Dermed hørte købstaden til én af de ældste byer i det tidligere Kongerige Hannover.
Abbediet Fulda, repræsenteret af sine stiftsfogeder greverne af Everstein, havde magten over Hameln i det 12. og 13. århundrede. Den gejstlige overhøjhed lå hos Bispedømmet Minden. Hamelns borgerhær, som biskoppen ikke ville acceptere, blev slået ved Slaget i Sedermünder i 1260. Hertug Albrecht af Brandenburg fik fogedretten over Hameln i 1268 og bekræftede byens tidligere vundne privilegier i 1277.

## Eventyret og Trediveårskrigen
I 1284 siger legenden, at alle byens børn vandrede ud af byen og forsvandt. Dette udviklede sig til rottefængereventyret og gjorde senere byen verdensberømt. Dateringen stammer fra senmiddelalderen.
Hameln blev medlem af Hansaforbundet i 1426, og i 1540 blev reformationen gennemført i byen.
I det 16. århundrede fulgte stor erhvervsmæssig vækst, som varede frem til trediveårskrigen. I konkurrencen mellem det rige købmandsborgerskab og landadelen, opstod de markante weser-renessancebygninger, som den dag i dag præger bybilledet.
I løbet af Trediveårskrigen okkuperede kong Christian 4. af Danmark byen i 1625 i egenskab af kommandant for den nedersaksiske rigskreds. Han blev ledsaget af den kejserlige feltherre Tilly. Den kejserlige okkupation varede til 1633, da hertug Georg af Braunschweig-Lüneburg og de svenske tropper omringede de kejserlige styrker, som måtte kapitulere efter et nederlag ved Hessisk Oldendorf.
I 1664 begyndte udbygningen af Hameln som welfisk hovedfæstning, og byen blev omgivet af stjerneformede bastioner.
I 1690 fik franske hugenotiske flygtninge lov til at slå sig ned i byen ved hjælp af et såkaldt hertugeligt privilegium.
Den første statslige skibssluse i Weser blev åbnet i 1734. Tre forter blev anlagt omkring byen mellem 1774 og 1784 af kong Georg 3. Storbritannien og Hannover, og Hameln udviklede sig til den stærkeste fæstning i det daværende Kurfyrstendømme Hannover.
Efter slaget ved Jena kapitulerede Hameln uden kamp mod Napoleon i 1806, og byens befæstninger blev på franskmændenes ordre ødelagt. Dette åbnede imidlertid for byens videre udvidelse.
I 1866 blev Hameln, efter 700 års welfisk styre, preussisk.

## Byen i dag
Hameln fremtræder stadig med en næsten lukket middelalderlig bykerne med mange bindingsværks- og renæssancestenhuse.

### Kommunedele
- Afferde
- Hastenbeck
- Halvestorf
- Haverbeck
- Hilligsfeld
- Sünteltal
- Klein Berkel
- Tündern
- Wehrbergen
- Rohrsen

## Kendte personer fra Hameln
- Karl Philipp Moritz, forfatter